# Centrolene petrophilum
"Centrolene" petrophilum
Espèce
Statut de conservation UICN

 EN B1ab(iii) : En danger
"Centrolene" petrophilum est une espèce d'amphibiens de la famille des Centrolenidae. Depuis la redéfinition du genre Centrolene, il est évident que C. petrophilum n'appartient pas à ce genre mais aucun autre genre n'a pour l'instant été proposé de manière formelle.

## Répartition
Cette espèce est endémique du département de Boyacá en Colombie. Elle se rencontre de 1 600 à 2 020 m d'altitude sur le versant Est de la cordillère Orientale.

## Description
Les mâles mesurent de 25 à 30 mm et les femelles de 27,4 à 31,38 mm.

## Publication originale
- Ruiz-Carranza & Lynch, 1991 : Ranas Centrolenidae de Colombia II. Nuevas especies de Centrolene  de la Cordillera Oriental y Sierra Nevada de Santa Marta. Lozania, vol. 58, p. 1-26.